# Marcel Büchel
Marcel Büchel (Feldkirch, Austria, 18 de marzo de 1991) es un futbolista liechtensteiniano que juega de centrocampista en el L'Aquila 1927 de la Serie D. Es internacional con la selección de fútbol de Liechtenstein.

## Trayectoria
Formado en las categorías inferiores del Fussballclub San Galo, en 2009 fichó por la Società Sportiva Robur Siena.
Pasó a ser convocado con el primer equipo del Siena en 2010, con el que disputó ningún partido.
Durante en su estancia en el Siena estuvo cedido en la Juventus de Turín, en el AS Gubbio 1910 y en el US Cremonese.
Tras dejar el Siena fichó por la Juventus de Turín, acumulando de nuevo varias cesiones. Primero se marchó cedido al SS Virtus Lanciano 1924. Después fichó por el Bologna FC  1909 con el que jugó 30 partidos y marcó 3 goles.
Tras esta cesión se marchó al Empoli FC, de nuevo como cedido, y tras realizar una temporada notable en la que jugó 28 partidos y marcó dos goles, se marchó definitivamente al Empoli para la temporada siguiente. 
Tras bajar notablemente su participación, y el descenso del Empoli a la Serie B, se marchó cedido en 2017 al Hellas Verona de la Serie A.

## Clubes
| Club                                | País   | Año       |
| ----------------------------------- | ------ | --------- |
| S. S. Robur Siena                   | Italia | 2010-2013 |
| Juventus de Turín (cedido)          | Italia | 2010-2011 |
| A. s. Gubbio 1910 (cedido)          | Italia | 2011-2012 |
| U. S. Cremonese (cedido)            | Italia | 2012-2013 |
| Juventus de Turín                   | Italia | 2013-2016 |
| S. S. Virtus Lanciano 1924 (cedido) | Italia | 2013-2014 |
| Bologna F. C. 1909 (cedido)         | Italia | 2014-2015 |
| Empoli F. C. (cedido)               | Italia | 2015-2016 |
| Empoli F. C.                        | Italia | 2016-2019 |
| Hellas Verona (cedido)              | Italia | 2017-2018 |
| S. S. Juve Stabia                   | Italia | 2019-2020 |
| Ascoli Calcio                       | Italia | 2020-2023 |
| S. P. A. L.                         | Italia | 2024-2025 |
| A. C. R. Messina                    | Italia | 2025      |
| L'Aquila 1927                       | Italia | 2025-     |